# Brachysetodes trifidus
Brachysetodes trifidus är en nattsländeart som beskrevs av Schmid 1955. Brachysetodes trifidus ingår i släktet Brachysetodes och familjen långhornssländor. Inga underarter finns listade i Catalogue of Life.